# 康坎娜·森·沙瑪
康坎娜·森·沙瑪（英語：Konkona Sen Sharma，1979年12月3日—）是印度女演員、作家和导演。她曾經两度得到印度國家電影獎和四次榮獲印度電影觀眾獎。宝莱坞电影以外，她主要作品都是独立电影。
2012年，她在其母亲拍摄的電影《Mr. and Mrs. Iyer》演出，获得好评。她亦因此獲得了印度國家電影獎的最佳主角殊榮。沙瑪其他較成功的電影包括：《Omkara》、《Life in a... Metro》、《Goynar Baksho》、《Wake Up Sid》和《Lipstick Under My Burkha》等。

## 外部連結
- 康坎娜·森·沙瑪在互联网电影资料库（IMDb）上的資料（英文）
- 康坎娜·森·沙瑪的Instagram帳戶